# Pieter Bourke
Pieter Bourke – australijski perkusista, kompozytor i inżynier dźwięku. Współpracował z wykonawcami australijskimi: z zespołem Dead Can Dance, Lisą Gerrard i Davidem Thrussellem (jako Black Lung). 
Pieter Bourke i Lisa Gerrard otrzymali wspólnie dwie nominacje do nagrody Złotego Globu za Najlepszą Oryginalną Partyturę: w 2000 za film Informator (film) (z 1999 roku) i w 2002 roku za film Ali (film) (z 2001).

## Dyskografia (wybór)
- 1998 - Duality (z Lisą Gerrard) (4AD)
- 1998 - The Human Game (EP) (z Lisą Gerrard) (4AD)